# Federico Cappellazzo
Federico Cappellazzo (Turín, 16 de septiembre de 1980) es un deportista italiano que compitió en natación. Ganó una medalla de oro en el Campeonato Europeo de Natación de 2002, en la prueba de 4 × 200 m libre.

## Palmarés internacional
| Campeonato Europeo | Campeonato Europeo | Campeonato Europeo | Campeonato Europeo |
| Año                | Lugar              | Medalla            | Prueba             |
| ------------------ | ------------------ | ------------------ | ------------------ |
| 2002               | Berlín (Alemania)  | Medalla de oro     | 4 × 200 m libre    |